# Кондом (Жер)
Кондо́м (фр. Condom) — город и центр одноимённой коммуны на юго-западе Франции в департаменте Жер. Город находится на расстоянии около 570 км на юг  от Парижа, в 95 км на северо-запад от Тулузы, в 39 км на юго-запад от Оша.
Город стоит на реке Баиз. В настоящее время в городе живут около 7500 человек. Город находится на пути паломников, путешествующих к Сантьяго-де-Компостела.  Архитектурный ансамбль старого города сочетает средневековые постройки с особняками восемнадцатого и девятнадцатого веков. Имеется готический собор. 
Центр производства арманьяка (подвид бренди) — напитка вроде коньяка. Считается, что название арманьяк получил от имени рыцаря Херремана, который в X веке владел поместьем в Гаскони. Регион производства арманьяка включает департамент Жер, часть Ландов (Landes) и несколько кантонов Ло-и-Гаронны (Lot-et-Garonne). В Жере национальному напитку посвящен целый музей. 
Город является одним из самых больших по площади коммун Франции. Несмотря на сходство с английским словом condom, презервативы не были изобретены в Кондоме (французы используют для этого введенное ими в употребление слово фр. préservatif). Музей презервативов, однако, там был.

## Достопримечательности
- Кафедральный собор Святого Петра.

- Музей арманьяка (закрыт навсегда в 2021-м году).

- Церковь Сен-Жак (Saint-Jacques).

- В городе находится установленная в 2010 году бронзовая композиция З. К. Церетели «Мушкетеры», которая была предложена сенатору Эмери де Монтескью, потомку рода д'Артаньяна, но тот решил преподнести памятник в дар Гаскони. Высота скульптурной композиции 290 см, в диаметре она достигает почти 5 метров, а её вес - 5 тонн[3]. Скульптор за прототипы героев взял актеров советского фильма «Д’Артаньян и три мушкетёра».

## Кинематограф
- «Любовь в лугах» — кинокомедия 1995 года режиссёра Этьена Шатилье.